# لار تاک
لار تاک (تایلندی: ล้อต๊อก؛ انگلیسی: Lor Tok؛ ۱ آوریل ۱۹۱۴ – ۲۹ آوریل ۲۰۰۲) یک کمدین و هنرپیشه اهل تایلند بود.